# Giải thưởng Âm nhạc Hàn Quốc
Giải thưởng Âm nhạc Hàn Quốc (Hangul: 한국대중음악상) là một giải thưởng âm nhạc lớn được tổ chức hàng năm ở Hàn Quốc để công nhận những thành tựu của các nghệ sĩ trong lĩnh vực âm nhạc. Lễ trao giải đầu tiên diễn ra vào năm 2004. Người chiến thắng được xác định bởi một hội đồng thẩm định bao gồm các nhà phê bình âm nhạc, đạo diễn các chương trình âm nhạc cũng như những chuyên gia khác trong ngành. Đây là giải thưởng mang tính hàn lâm duy nhất tại Hàn Quốc.

## Tổ chức
| Lễ trao giải | Năm  | Ngày       | Tham khảo |
| ------------ | ---- | ---------- | --------- |
| 1st          | 2004 | 17 tháng 3 | [ 2 ]     |
| 2nd          | 2005 | 22 tháng 3 | [ 3 ]     |
| 3rd          | 2006 | 14 tháng 4 | [ 4 ]     |
| 4th          | 2007 | 6 tháng 3  | [ 5 ]     |
| 5th          | 2008 | 5 tháng 3  | [ 6 ]     |
| 6th          | 2009 | 26 tháng 2 | [ 7 ]     |
| 7th          | 2010 | 30 tháng 3 | [ 8 ]     |
| 8th          | 2011 | 23 tháng 2 | [ 9 ]     |
| 9th          | 2012 | 29 tháng 2 | [ 10 ]    |
| 10th         | 2013 | 28 tháng 2 | [ 11 ]    |
| 11th         | 2014 | 28 tháng 2 | [ 12 ]    |
| 12th         | 2015 | 26 tháng 2 | [ 13 ]    |
| 13th         | 2016 | 29 tháng 2 | [ 14 ]    |
| 14th         | 2017 | 28 tháng 2 | [ 15 ]    |
| 15th         | 2018 | 28 tháng 2 | [ 16 ]    |
| 16th         | 2019 | 26 tháng 2 | [ 17 ]    |
| 17th         | 2020 | 27 tháng 2 | [ 18 ]    |
| 18th         | 2021 | 28 tháng 2 | [ 19 ]    |
| 19th         | 2022 | 1 tháng 3  | [ 20 ]    |
| 20th         | 2023 | 5 tháng 3  | [ 21 ]    |
| 21st         | 2024 | 29 tháng 2 | [ 22 ]    |

## Danh sách hạng mục
Giải thưởng Âm nhạc Hàn Quốc bao gồm 24 hạng mục.

### Giải thưởng chính

#### Nghệ sĩ âm nhạc của năm
| Năm  | Người chiến thắng        | Người chiến thắng | Người chiến thắng  |
| ---- | ------------------------ | ----------------- | ------------------ |
| 2024 | Silica Gel               | —                 | —                  |
| 2023 | 250                      | —                 | —                  |
| 2022 | BTS                      | —                 | —                  |
| 2021 | Leenalchi                | —                 | —                  |
| 2020 | Kim Oki                  | —                 | —                  |
| 2019 | BTS                      | —                 | —                  |
| 2018 | BTS                      | —                 | —                  |
| 2017 | Jay Park                 | —                 | —                  |
| 2016 | Deepflow                 | —                 | —                  |
| 2015 | Lee Seung-hwan           | —                 | —                  |
| 2014 | Sunwoo Jung-a            | —                 | —                  |
| 2013 | PSY                      | —                 | —                  |
| 2012 | Jang Kiha và the Faces   | —                 | —                  |
| 2011 | Galaxy Express           | —                 | —                  |
| 2010 | Seoul Electric Band      | —                 | —                  |
| 2009 | Toy                      | —                 | —                  |
| 2008 | Lee Seung-yeol           | —                 | —                  |
| 2007 | Lee Ji-hyung             | Park Seon-joo     | No Brain           |
| 2006 | W [Where The Story Ends] | Lee Tzsche        | W                  |
| 2005 | Lee Seung-chul           | Lee So-ra         | Clazziquai Project |
| 2004 | Wheesung                 | Lee Tzsche        | Big Mama           |

Nghệ sĩ âm nhạc của năm từ 2004 đến 2007 được chia ra làm 3 hạng mục cho Nghệ sĩ Nữ xuất sắc nhất, Nghệ sĩ Nam xuất sắc nhất và Nhóm nhạc xuất sắc nhất. Nhưng từ 2008 trở đi chỉ còn 1 hạng mục là Nhạc sĩ xuất sắc nhất.

#### Album của năm
| Năm  | Người chiến thắng       | Album                           |
| ---- | ----------------------- | ------------------------------- |
| 2024 | Beenzino                | Nowitzki                        |
| 2023 | 250                     | Ppong                           |
| 2022 | Lang Lee                | There is a Wolf                 |
| 2021 | Jeongmilla              | CheongPa Sonata                 |
| 2020 | Baek Yerin              | Our Love Is Great               |
| 2019 | Jang Pil-Soon           | Soony Eight:소길花              |
| 2018 | Kang Tae-gu             | bleu                            |
| 2017 | Jo Dong-jin             | As A Tree                       |
| 2016 | E Sens                  | The Anecdote                    |
| 2015 | Loro's                  | W.A.N.D.Y                       |
| 2014 | Yoon Young-bae          | Dangerous World                 |
| 2013 | 3rd Line Butterfly      | Dreamtalk                       |
| 2012 | Jang Kiha and the Faces | Jang Kiha and the Faces         |
| 2011 | Garion                  | Garion 2                        |
| 2010 | Seoul Electric Band     | Life is Strange                 |
| 2009 | Sister's Barbershop     | The Presence of the Most Common |
| 2008 | Lee Juck                | Songs Made of Wood              |
| 2007 | Swallow                 | Aresco                          |
| 2006 | 2nd Moon                | 2nd Moon                        |
| 2005 | My Aunt Mary            | Just Pop                        |
| 2004 | The The                 | The The Band                    |

#### Bài hát của năm
| Năm  | Người chiến thắng       | Bài hát                  |
| ---- | ----------------------- | ------------------------ |
| 2024 | NewJeans                | "Ditto"                  |
| 2023 | Younha                  | "Event Horizon"          |
| 2022 | aespa                   | "Next Level"             |
| 2019 | BTS                     | "Fake Love"              |
| 2015 | BIGBANG                 | Bae Bae                  |
| 2013 | PSY                     | "Gangnam Style"          |
| 2012 | IU                      | "Good Day"               |
| 2011 | Hot Potato              | "Confession"             |
| 2010 | Girls' Generation       | "Gee"                    |
| 2009 | Jang Kiha and The Faces | "Cheap Coffee"           |
| 2008 | Lee Juck                | "It's Fortunate"         |
| 2007 | Lee Han-chul            | "Superstar"              |
| 2006 | Yoon Do-hyun            | "It Must Have Been Love" |
| 2005 | Cho PD                  | "Friend"                 |
| 2004 | Loveholics              | "Loveholics"             |

#### Nghệ sĩ mới của năm
| Năm  | Người chiến thắng             |
| ---- | ----------------------------- |
| 2023 | NewJeans                      |
| 2022 | aespa                         |
| 2021 | Meaningful Stone              |
| 2020 | Sogumm                        |
| 2019 | Airy                          |
| 2018 | Se So Neon                    |
| 2017 | Silica Gel                    |
| 2016 | Hyukoh                        |
| 2015 | Kim Sa-wol & Kim Hae-won      |
| 2014 | Rock 'n Roll Radio            |
| 2013 | 404                           |
| 2012 | ByeByeBadMan                  |
| 2011 | Gate Flowers                  |
| 2010 | Guckkasten, Apollo 18         |
| 2009 | Loro's                        |
| 2008 | Younha                        |
| 2007 | The Mustangs                  |
| 2006 | 2nd Moon, Sogyumo Acacia Band |
| 2005 | MOT                           |
| 2004 | Jung Jae-il                   |

### Giải thưởng dành cho các thể loại âm nhạc

#### Album nhạc Pop xuất sắc nhất
| Năm  | Người chiến thắng | Album                   |
| ---- | ----------------- | ----------------------- |
| 2023 | Lee Chan-hyuk     | Error                   |
| 2022 | IU                | Lilac                   |
| 2021 | Baek Yerin        | Every Letter I Sent You |
| 2020 | Baek Yerin        | Our Love Is Great       |
| 2019 | Jang Pil-Soon     | Soony Eight:소길花      |
| 2018 | IU                | Palette                 |
| 2017 | Jo Dong-jin       | As A Tree               |
| 2016 | Ravie Nuage       | Youth                   |
| 2015 | AKMU              | Play                    |
| 2014 | Sunwoo Jung-a     | It's Okay, Dear         |
| 2013 | Busker Busker     | Busker Busker 1st Album |
| 2012 | Neon Bunny        | Seoulight               |
| 2011 | Cho Kyu-chan      | 9                       |
| 2010 | Lee So-ra         | 7th Album               |
| 2009 | Kim Dong-ryool    | Monologue               |
| 2008 | Lee Juck          | Songs Made of Wood      |
| 2007 | Park Seon-joo     | A4rism                  |
| 2006 | W                 | Where the Story Ends    |
| 2005 | Clazziquai        | Instant Pig             |

#### Bài hát nhạc Pop xuất sắc nhất
| Năm  | Người chiến thắng | Bài hát                          |
| ---- | ----------------- | -------------------------------- |
| 2024 | AKMU              | "Love Lee"                       |
| 2023 | Younha            | "Event Horizon"                  |
| 2022 | AKMU              | "Nakka" (with IU)                |
| 2021 | BTS               | "Dynamite"                       |
| 2020 | Baek Yerin        | "Maybe It's Not Our Fault"       |
| 2019 | BTS               | "Fake Love"                      |
| 2018 | Red Velvet        | "Red Flavor"                     |
| 2017 | Wonder Girls      | "Why So Lonely"                  |
| 2016 | BIGBANG           | Loser                            |
| 2015 | Soyou & Junggigo  | "Some"                           |
| 2014 | Cho Yong-pil      | "Bounce"                         |
| 2013 | Busker Busker     | "Yeosu Night Sea"                |
| 2012 | IU                | "Good Day"                       |
| 2011 | 10cm              | "Tonight I'm Afraid of the Dark" |
| 2010 | Lee So-ra         | "Track8"                         |
| 2009 | Toy               | "Passionate Goodbye"             |
| 2008 | Lee Juck          | "It's Fortunate"                 |
| 2007 | Lee Han-chul      | "Super Star"                     |
| 2006 | Lucid Fall        | "Oh, Love"                       |

#### Best K-Pop Album
| Năm  | Người chiến thắng | Album     |
| ---- | ----------------- | --------- |
| 2024 | NewJeans          | Get Up    |
| 2023 | NewJeans          | New Jeans |
| 2022 | Chungha           | Querencia |

#### Best K-Pop Song
| Năm  | Người chiến thắng | Bài hát      |
| ---- | ----------------- | ------------ |
| 2024 | NewJeans          | "Ditto"      |
| 2023 | NewJeans          | "Attention"  |
| 2022 | aespa             | "Next Level" |

#### Album nhạc Rock xuất sắc nhất
| Năm  | Người chiến thắng       | Album                   |
| ---- | ----------------------- | ----------------------- |
| 2013 | Jung Cha-shik           | Turbulent Modern Times  |
| 2012 | Jang Kiha and the Faces | Jang Kiha and the Faces |
| 2011 | Crash                   | The Paragon of Animals  |
| 2010 | Seoul Electronic Band   | Life is Strange         |
| 2009 | Galaxy Express          | Noise on Fire           |
| 2008 | Hollow Jan              | Rough Draft in Progress |
| 2007 | The Mustangs            | The Mustangs            |
| 2006 | Black Hole              | Hero                    |
| 2005 | Vaseline                | Blood of Immortality    |
| 2004 | Cocore                  | Super Stars             |

#### Bài hát nhạc Rock xuất sắc nhất
| Năm  | Người chiến thắng       | Bài hát                      |
| ---- | ----------------------- | ---------------------------- |
| 2013 | Jung Cha-shik           | "Street Musician"            |
| 2012 | Jang Kiha and the Faces | "That Kind of Relationship"  |
| 2011 | Gate Flowers            | "Reserves"                   |
| 2010 | Guckkasten              | "Mirror"                     |
| 2009 | Jang Kiha and the Faces | "Cheap Coffee"               |
| 2008 | Mary Epic               | "Can't Be Happy Without You" |
| 2007 | Strikers                | "Untouchable Territories"    |
| 2006 | Black Hole              | "Life"                       |

#### Album nhạc Rock hiện đại xuất sắc nhất
| Năm  | Người chiến thắng   | Album                           |
| ---- | ------------------- | ------------------------------- |
| 2013 | 3rd Line Butterfly  | Dreamtalk                       |
| 2012 | Lee Seung-yeol      | Why We Fail                     |
| 2011 | 9 and the Numbers   | 9 and the Numbers               |
| 2010 | The Black Skirts    | 201                             |
| 2009 | Sister's Barbershop | A Most Ordinary Existence       |
| 2008 | MOT                 | Strange seasons                 |
| 2008 | Huckleberry Finn    | Fantasies... My Disillusionment |
| 2007 | Swallow             | Aresco                          |
| 2006 | Mongoose            | Dancing Zoo                     |
| 2005 | My Aunt Mary        | Just Pop                        |

#### Bài hát nhạc Rock hiện đại xuất sắc nhất
| Năm  | Người chiến thắng   | Bài hát                       |
| ---- | ------------------- | ----------------------------- |
| 2013 | 3rd Line Butterfly  | "The Day We Breakup is Today" |
| 2012 | Lee Seung-yeol      | "Not Coming Back"             |
| 2011 | Broccoli, You Too?  | "Graduation"                  |
| 2010 | Broccoli, You Too?  | "Universal Song"              |
| 2009 | Sister's Barbershop | "Beautiful thing"             |
| 2008 | Lee Seung-yeol      | "Adonai"                      |
| 2007 | Roller Coaster      | "Popular Song"                |
| 2006 | Mongoose            | "Dancing Zoo"                 |

#### Album nhạc Điện tử xuất sắc nhất
| Năm  | Người chiến thắng | Album         |
| ---- | ----------------- | ------------- |
| 2023 | 250               | Ppong         |
| 2013 | Glen Check        | Haute Couture |
| 2012 | Idiotape          | 11111101      |
| 2011 | 2NE1              | To Anyone     |
| 2010 | Brown Eyed Girls  | Sound-G       |
| 2009 | W&Whale           | Hardboiled    |
| 2008 | House Rulez       | Mojito        |
| 2007 | Uhm Jung-hwa      | Prestige      |
| 2006 | 2nd Moon          | 2nd Moon      |

#### Bài hát nhạc Điện tử xuất sắc nhất
| Năm  | Người chiến thắng | Bài hát              |
| ---- | ----------------- | -------------------- |
| 2023 | 250               | "Bang Bus (뱅버스)"  |
| 2014 | Exo               | "Growl"              |
| 2013 | f(x)              | "Electric Shock"     |
| 2012 | 2NE1              | "I Am the Best"      |
| 2011 | miss A            | "Bad Girl Good Girl" |
| 2010 | Brown Eyed Girls  | "Abracadabra"        |
| 2009 | W&Whale           | "R.P.G Shine"        |
| 2008 | Wonder Girls      | "Tell Me"            |
| 2007 | Peppertones       | "Superfantastic"     |

#### Album nhạc Hip Hop xuất sắc nhất
| Năm  | Người chiến thắng  | Album                            |
| ---- | ------------------ | -------------------------------- |
| 2013 | Soriheda           | Soriheda 2                       |
| 2012 | Simo & Mood Schula | Simo & Mood Schula               |
| 2011 | Garion             | Garion2                          |
| 2010 | Drunken Tiger      | Feel gHood Muzik: The 8th Wonder |
| 2009 | Verbal Jint        | Framed                           |
| 2008 | Epik High          | Remapping the Human Soul         |
| 2007 | The Quiett         | Q Train                          |
| 2006 | Dynamic Duo        | Double Dynamite                  |
| 2005 | Bobby Kim          | Beats within My Soul             |
| 2004 | Defconn            | Lesson 4 The People              |

#### Bài hát nhạc Hip Hop xuất sắc nhất
| Năm  | Người chiến thắng   | Bài hát                               |
| ---- | ------------------- | ------------------------------------- |
| 2013 | G-Dragon            | "One of a Kind"                       |
| 2012 | Meta & Wreck        | "Yes, Yes, Ya’ll"                     |
| 2011 | Garion              | "Most Urgent" (feat. NUCK aka 넋업샨) |
| 2010 | San E               | "Rap Genius"                          |
| 2009 | Dynamic Duo         | "Mother's Soup"                       |
| 2008 | Drunken Tiger       | "8:45 Heaven"                         |
| 2007 | Koonta In Nuoliunce | "Holding On"                          |
| 2006 | Garion              | "Mutu (武鬪)"                         |

#### Album nhạc R&B & Soul xuất sắc nhất
| Năm  | Người chiến thắng | Album                              |
| ---- | ----------------- | ---------------------------------- |
| 2017 | Jay Park          | Everything You Wanted              |
| 2013 | Naul              | Principle of My Soul               |
| 2012 | Boni              | 1990                               |
| 2011 | Jinbo             | Afterwork                          |
| 2010 | Ra.D              | Realcollabo                        |
| 2009 | Taeyang           | Hot                                |
| 2008 | Yoon Mi-rae (T)   | Yoonmirae                          |
| 2007 | Seo Young Do Trio | Circle                             |
| 2006 | Windy City        | Love Record: Love, Power And Unity |
| 2005 | Gummy             | It's Different                     |
| 2004 | Yoon Geon         | Yoon Gun                           |

#### Bài hát nhạc R&B & Soul xuất sắc nhất
| Năm  | Người chiến thắng | Bài hát                     |
| ---- | ----------------- | --------------------------- |
| 2023 | BiBi              | "Jotto"                     |
| 2013 | Naul              | "Wind Memory"               |
| 2012 | Jung Kigo         | "Blind"                     |
| 2011 | Deez              | "Sugar"                     |
| 2010 | Jung Yup          | "You are My Lady"           |
| 2009 | Taeyang           | "Only Look at Me"           |
| 2008 | Yoon Mi-rae       | "What's Up! Mr. Good Stuff" |
| 2007 | Heritage          | "Acoustic & Vintage"        |
| 2006 | Windy City        | "Love Supreme"              |

#### Album nhạc Jazz & Crossover xuất sắc nhất
| Năm  | Người chiến thắng | Người chiến thắng        | Album                            |
| ---- | ----------------- | ------------------------ | -------------------------------- |
| 2013 | Jazz              | Lee Won-sool             | Point Of Contact                 |
| 2013 | Crossover         | Jambinai                 | Différance                       |
| 2012 | Jazz              | BG Salon                 | Repeat, Pause, Play              |
| 2012 | Crossover         | Park Joo-won             | Fiesta of Sadness                |
| 2011 | Jazz              | Na Yoon-sun              | Same Girl                        |
| 2011 | Crossover         | La Ventana               | Nostalgia and the Delicate Woman |
| 2010 | Jazz              | Song Young-joo           | Love Never Fails                 |
| 2010 | Crossover         | Park Joo-won             | Time Of The Gypsies              |
| 2009 | Jazz              | Na Yoon-sun              | Voyage                           |
| 2009 | Crossover         | Mi-yeon & Park Jae-cheon | Dreams From The Ancestor         |
| 2008 | Woong San         | Woong San                | Yesterday                        |
| 2007 | Seo Young Do Trio | Seo Young Do Trio        | Circle                           |
| 2006 | 2nd Moon          | 2nd Moon                 | 2nd Moon                         |
| 2005 | Jeon Je-deok      | Jeon Je-deok             | Jeon Je-deok                     |
| 2004 | Na Yoon-sun       | Na Yoon-sun              | -                                |

#### Bài hát nhạc Jazz & Crossover xuất sắc nhất
| Năm  | Người chiến thắng     | Bài hát        |
| ---- | --------------------- | -------------- |
| 2008 | Woong San             | "Yesterday"    |
| 2007 | Jangeun "JB" Bae Trio | "Secret Place" |
| 2006 | Triologue             | "It Rain"      |

#### Biểu diễn nhạc Jazz & Crossover xuất sắc nhất
| Năm  | Người chiến thắng       | Album                  |
| ---- | ----------------------- | ---------------------- |
| 2013 | Kang Tae-hwan           | Sorefa                 |
| 2012 | Song Young-joo          | Tale of A City         |
| 2011 | Lee Pan-geun Project    | A Rhapsody in Cold Age |
| 2010 | Kim Chaek & Jung Jae-il | The Methodologies      |

#### Album nhạc phim xuất sắc nhất
| Năm  | Người chiến thắng               |
| ---- | ------------------------------- |
| 2013 | Nameless Gangster OST           |
| 2012 | Late Autumn OST                 |
| 2011 | Bravo, Jazz Life OST            |
| 2010 | Mother OST                      |
| 2009 | Ancient Tea Route OST           |
| 2008 | Que Sera, Sera OST              |
| 2007 | Radio Star OST                  |
| 2006 | Sympathy for Lady Vengeance OST |
| 2005 | Ireland OST                     |
| 2004 | Untold Scandal OST              |

### Giải thưởng về mức độ nổi tiếng

#### Nhóm nhạc của năm do cư dân mạng bình chọn
| Năm  | Người chiến thắng |
| ---- | ----------------- |
| 2015 | BIGBANG           |
| 2013 | Busker Busker     |
| 2012 | Infinite          |
| 2011 | f(x)              |
| 2010 | Girls' Generation |
| 2009 | Wonder Girls      |

#### Nghệ sĩ nữ của năm do cư dân mạng bình chọn
| Năm  | Người chiến thắng |
| ---- | ----------------- |
| 2016 | IU                |
| 2013 | Lena Park         |
| 2012 | IU                |
| 2011 | Kim Yoon-ah       |
| 2010 | Baek Ji-young     |
| 2009 | Younha            |

#### Nghệ sĩ nam của năm do cư dân mạng bình chọn
| Năm  | Người chiến thắng       |
| ---- | ----------------------- |
| 2013 | Jay Park                |
| 2012 | Verbal Jint             |
| 2011 | Taeyang                 |
| 2010 | Jung Yup                |
| 2009 | Jang Kiha and The Faces |

### Giải thưởng đặc biệt

#### Lựa chọn của hội đồng thẩm định
| Năm  | Người chiến thắng                                |
| ---- | ------------------------------------------------ |
| 2013 | Jara Island International Jazz Festival          |
| 2012 | Working People Documentary – ‘Factory of Dreams’ |
| 2011 | Super Session                                    |
| 2010 | Shim Jeong-rak                                   |
| 2009 | Kim Doo-soo                                      |
| 2008 | Bbang Compilation 3, ‘History of Bbang’          |
| 2007 | EBS Space Sympathy                               |
| 2006 | Yeon Young-seok                                  |
| 2005 | Lee Ki-yong                                      |
| 2004 | Asoto Union, Jeon Gyeong-ok                      |

#### Giải thưởng thành tựu
| Năm  | Người chiến thắng |
| ---- | ----------------- |
| 2013 | Kim Min-ki        |
| 2012 | Lee Pan-geun      |
| 2011 | Son Suk-woo       |
| 2010 | Cho Dong-jin      |
| 2009 | Sanulrim          |
| 2008 | Shin Jung-hyeon   |
| 2007 | Jung Tae-chun     |
| 2006 | Cho Yong-pil      |
| 2005 | Han Dae-soo       |
| 2004 | Lee Jung-sun      |

#### Hãng ghi âm của năm
| Năm  | Người chiến thắng  |
| ---- | ------------------ |
| 2006 | Pastel Music       |
| 2005 | Cavare Sound / JNH |
| 2004 | Fluxus Music       |

## Kỷ lục

### Nghệ sĩ được trao giải nhiều nhất
Bao gồm cả Giải thưởng dành cho các thể loại âm nhạc, Giải thưởng về mức độ nổi tiếng và Giải thưởng Đặc biệt
| Giải thưởng | Nghệ sĩ          |
| ----------- | ---------------- |
| 7           | BTS              |
| 7           | Kiha & The Faces |
| 6           | NewJeans         |
| 6           | Silica Gel       |
| 6           | IU               |
| 5           | Kim Sa-wol       |
| 5           | Na Yoon-sun      |
| 5           | Hyukoh           |
| 4           | 250              |
| 4           | Baek Yerin       |
| 4           | Garion           |
| 4           | Jambinai         |
| 4           | Jay Park         |
| 4           | Lee Juck         |
| 4           | Second Moon      |